# Rok nula
Rok nula předcházející roku jedna používají některé letopočty, např. letopočet hinduistického kalendáře, a také se objevuje v astronomickém systému a ISO 8601. Neexistuje v našem (křesťanském) letopočtu, který se používá souběžně s gregoriánským kalendářem (dříve s juliánským kalendářem). V tomto systému je rok 1 př. n. l. přímo následován rokem 1.
V astronomii je rok 0 (odpovídající roku 1 př. n. l.) používán od 18. století, kdy jej zavedl Jacques Cassini.

## „Chybějící“ rok nula
Systém našeho letopočtu počítaného od data (o kterém se stále vedou spory) narození Ježíše Krista byl vyvinut mnichem jménem Dionysius Exiguus. O několik generací později anglosaský dějepisec Beda Ctihodný, který znal Dionysiovy práce, používal toto datování ve své Církevní historii anglického lidu, dokončené roku 731. Ve stejném díle poprvé použil latinský ekvivalent pro výraz před Kristem a tím zavedl počítání letopočtu bez roku nula, přestože nulu znal a používal ve svém computu.